# Carta Zinoviev
La "Carta Zinóviev" fue un controvertido documento publicado por la prensa británica cuatro días antes de las elecciones generales en el Reino Unido de 1924. Aparentaba ser una directiva de la Internacional Comunista en Moscú para el Partido Comunista de Gran Bretaña. Decía que el restablecimiento de las relaciones diplomáticas por parte de un gobierno laborista aceleraría la radicalización de la clase obrera británica, y pedía la intensificación de la agitación comunista en Gran Bretaña. La carta toma su nombre de la supuesta firma de un oficial soviético de alto rango, Grigori Zinóviev. La carta pareció auténtica en aquel momento, pero ahora los historiadores creen que fue una impostura. Actualmente, los historiadores creen que la carta tuvo escaso impacto en los votantes del Partido Laborista en las elecciones de 1924, pero ayudó al Partido Conservador al acelerarse el colapso del Partido Liberal, lo cual permitiría una amplia mayoría conservadora. A.J.P. Taylor opina que el impacto más importante fue en la psicología de los laboristas, que durante años culparon de su derrota al juego sucio, en una mala interpretación de las fuerzas políticas en juego y posponiendo las necesarias reformas en el Partido Laborista.

## Historia

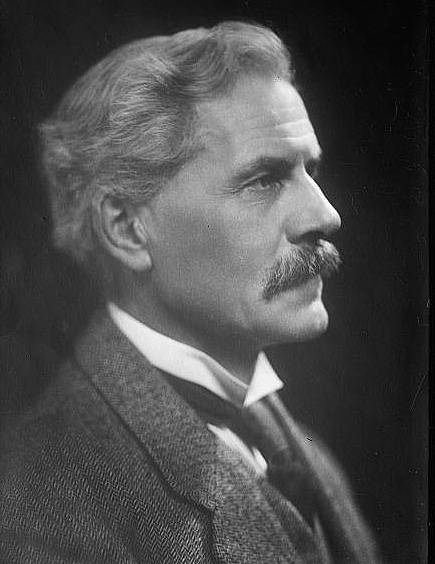
El primer ministro Ramsay MacDonald, cabeza del efímero gobierno laborista de 1924

### Antecedentes
En 1924, el Partido Laborista, de ideología socialista moderada, formó un gobierno por primera vez, aunque era un gobierno en minoría, y susceptible de caer si el Partido Conservador y los liberales se unían contra él. En política exterior, el gobierno laborista reconoció a la Unión Soviética en febrero de 1924, y propuso concederle un crédito. El 8 de octubre de 1924, el gobierno laborista de Ramsay MacDonald fue derrotado en la Cámara de los Comunes en una moción de censura, forzando a MacDonald a acudir al Rey y pedirle la disolución del Parlamento del Reino Unido y la convocatoria de nuevas elecciones. La causa de la derrota parlamentaria sería la decisión del gobierno de suspender el procesamiento del editor comunista John Ross Campbell en base al Acta de Incitación al Amotinamiento de 1797, por la publicación de una carta abierta en Workers Weekly, instando a los soldados a que "ni en la guerra de clases ni en una guerra militar, apuntéis vuestras armas contra vuestros camaradas trabajadores". Las nuevas elecciones nacionales fueron programadas para el 29 de octubre.

### La carta
Hacia el final de la corta campaña electoral, apareció en la prensa el texto de una carta atribuida a Grigori Zinóviev, cabeza del Comité Executivo de la Internacional Comunista (Comintern), y Arthur MacManus, representante británico en el comité, y dirigida al Comité Central del Partido Comunista de Gran Bretaña.
En una parte especialmente dañina de esta carta se podía leer:

Un establecimiento de relaciones entre los dos países ayudará a revolucionar al proletariado internacional y británico, no menos que un alzamiento exitoso en cualquiera de los distritos obreros de Inglaterra, así como el establecimiento de contactos entre el proletariado británico y ruso, el intercambio de delegaciones y trabajadores, etc., hará posible para nosotros extender y desarrollar la propaganda de las ideas del leninismo en Inglaterra y las colonias.

### Publicación
El acusador documento fue publicado en el diario británico conservador Daily Mail, cuatro días antes de las elecciones. La carta llegó en un momento complicado en las relaciones entre el Reino Unido y la Unión Soviética, debido a la oposición conservadora a la ratificación por parte del Parlamento del tratado de comercio anglo-soviético del 8 de agosto.
La publicación de la carta fue particularmente embarazosa para el 'premier' MacDonald y su Partido Laborista. A pesar de que su partido afrontaba las urnas con malas expectativas, MacDonald no perdió la esperanza durante la campaña, pero cualquier posibilidad remota de victoria se desvaneció con el fantasma de la revolución interna y un gobierno inconsciente del peligro que dominaba al público. Las tentativas de MacDonald por desmentir la autenticidad del documento fueron vanas, obstaculizadas por la propia aceptación entre los miembros de su gobierno. MacDonald les contó a los integrantes de su gabinete que se sentía "como un hombre metido en un saco y arrojado al mar".

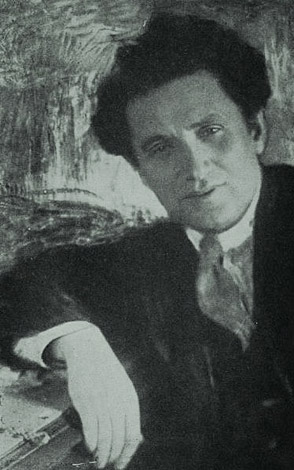
Grigori Zinóviev

### Resultado de las elecciones
El Partido Conservador logró una victoria decisiva en las elecciones generales del Reino Unido de octubre de 1924. Esto acabó con el primer gobierno laborista del país. Después de que los conservadores formasen un gobierno con Stanley Baldwin como primer ministro, un comité del gabinete investigó la carta y concluyó que era genuina. El gobierno conservador no emprendió más investigaciones a pesar de las continuas alegaciones de que la carta había sido falsificada. El 21 de noviembre de 1924 el nuevo gobierno conservador británico canceló el tratado aún sin ratificar con la Unión Soviética.  De todos modos, al mismo tiempo, el MI5 decidía que la carta era una impostura. Para proteger su propia reputación, no informaría al gobierno, que continuaría creyendo que era genuina.

### Desmentido de Zinóviev
El Comintern y el gobierno soviético desmintieron de manera vehemente y consistente la autenticidad del documento. Grigori Zinóviev emitió un comunicado desmintiéndola el 27 de octubre de 1924 (dos días antes de las elecciones), que fue finalmente publicado en el número de diciembre de 1924 de The Communist Review, la revista teóricamente mensual del Partido Comunista de Gran Bretaña, mucho después de la caída del gobierno de MacDonald. Zinóviev declaraba:

La carta del 15 de septiembre de 1924, que se me atribuye, es desde la primera hasta la última palabra, una impostura. Tomemos su titular. La organización de la cual soy presidente nunca se describe oficialmente a sí misma como el "Comité Ejecutivo de la Tercera Internacional Comunista"; el nombre oficial es "Comité Ejecutivo de la Internacional Comunista". Igualmente incorrecta es la firma, "El Presidente del Presidium". El impostor se muestra muy estúpido en la elección de la fecha. El 15 de septiembre de 1924, yo estaba de vacaciones en Kislovodsk, y por tanto, no pude firmar ninguna carta oficial. [...]

No es difícil comprender por qué algunos líderes del bloque liberal-conservador recurrieron a estos métodos de falsificar documentos. Aparentemente, ellos piensan en serio que serían capaces, en el último minuto antes de las elecciones, de crear confusión entre las filas de esos electores que sinceramente simpatizan con el tratado entre Inglaterra y la Unión Soviética. Es bastante más difícil comprender por qué el Foreign Office inglés, que está aún bajo el control del primer ministro, MacDonald, no se contuvo de hacer uso de esta impostura propia de los White-Guardists [rusos del bando blanco].

### Impacto
Actualmente, los historiadores creen que la carta tuvo escaso impacto en los votantes del Partido Laborista en las elecciones de 1924, pero ayudó al Partido Conservador al acelerarse el colapso del Partido Liberal, lo cual permitiría una amplia mayoría conservadora. James afirma que la carta les ofreció a los laboristas "una magnífica excusa para el fracaso y la derrota. Los errores que se sucedieron en la breve existencia de su gobierno podían ser ignorados." 
De hecho, durante años muchos laboristas culparon de la derrota a la carta, a pesar de que, según afirma Taylor, se interpretaron mal las fuerzas políticas en juego y la necesidad de reformas en el Partido Laborista.
Los resultados de las elecciones no fueron desastrosos para los laboristas. Los conservadores fueron recompensados de manera decisiva, ganando 155 asientos más de un total de 413 miembros del parlamento. Los laboristas perdieron 40 asientos pero mantuvieron 151. Los liberales perdieron 118 asientos, quedando con solo 40, y su cuenta de votos cayó en más de un millón. La importancia real de las elecciones reside en que los liberales, a los que los laboristas habían desplazado como segundo partido político en 1922, eran ahora claramente un partido minoritario.
Un estudio británico de 1967 apuntaba que el Partido Laborista estaba destinado a ser derrotado en octubre de 1924 en cualquier caso, y opina que el principal efecto de la presunta comunicación de la Comintern fue sobre las relaciones anglo-soviéticas:

Con Baldwin, el gobierno británico lideró la retirada diplomática de Moscú. La Rusia soviética quedó más aislada, y por lo mismo, más aislacionista [...]

La carta de Zinóviev recrudeció ciertas actitudes, y las recrudeció en un momento en que la Unión Soviética estaba más dispuesta a los contactos diplomáticos con el mundo capitalista. Los que proponían la revolución mundial estaban siendo sustituidos por los flexibles suscriptores de la filosofía de Iósif Stalin, del "socialismo en un solo país". A pesar de esto, tras vencer exitosamente todas las contradicciones de la inicial diplomacia soviética, Gran Bretaña se rindió cuando todo se estaba volviendo más fácil. Y se rindió en gran parte porque los dos partidos de clases medias percibieron de repente que su ventaja electoral a corto plazo se debía a una violenta campaña anti-bolchevique.

## Interpretación académica actual

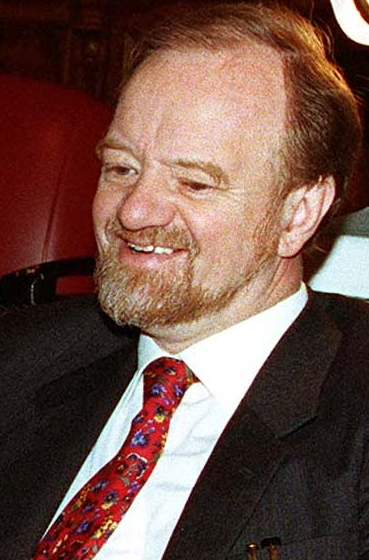
El ministro de Exteriores o 'Foreign Secretary' Robin Cook promovió una revisión histórica oficial del caso de la Carta Zinóviev en 1998

La interpretación académica contemporánea de la llamada "Carta Zinóviev" data de una monografía publicada en 1967 por tres periodistas británicos que trabajaban para The Sunday Times. 
El trío formado por Lewis Chester, Steven Fay y Hugo Young afirmaba que dos miembros de una organización monárquica rusa llamada 'Hermandad de San Jorge' habían creado el documento en cuestión en Berlín. La viuda de uno de esos dos hombres que supuestamente elaboraron el documento, Irina Bellegarde, les ofreció a los periodistas su testimonio directo, cómo había presenciado la falsificación mientras era realizada. Supuestamente, los autores de la carta habían estudiado documentos bolcheviques exhaustivamente antes de crear un documento sensacional en un esfuerzo por minar las relaciones del régimen soviético con Gran Bretaña. El Foreign Office británico había recibido la falsificación el 10 de octubre de 1924, dos días después de la derrota del gobierno de MacDonald en la moción de censura liderada por los liberales. A pesar de la dudosa naturaleza del documento, se puso en marcha su publicación, por parte de miembros del Partido Conservador, en combinación con oficiales del Foreign Office, en lo que Chester, Fay y Young califican como una "conspiración"."
Este libro motivó que el Foreign Office británico iniciase un estudio por su cuenta. Durante tres años, Milicent Bagot, del MI5, trabajó en los archivos y realizó entrevistas con testigos supervivientes. Elaboró un prolijo informe sobre el caso, que finalmente no fue publicado por contener informaciones reservadas o personales. De cualquier modo, el trabajo de Bagot sería de gran importancia como fuente secundaria cuando el Foreign Office revisó el caso casi tres décadas después.
A principios de 1998, informes sobre la inminente publicación de un libro conteniendo revelaciones sobre los orígenes de la llamada «Carta Zinóviev», basado en información de los archivos soviéticos, llevó a la renovación de la especulación en la prensa y a cuestiones parlamentarias. En respuesta, el Secretario de Estado para Relaciones Exteriores y de la Mancomunidad británico, Robin Cook, anunció el 12 de febrero de 1998 que en interés de la transparencia pública, le había encargado a los historiadores del Foreign and Commonwealth Office preparar un informe sobre la Carta Zinóviev, sobre la base de los documentos de los archivos.
Un artículo de la historiadora-jefe del Foreign and Commonwealth Office, Gill Bennett, fue publicado en enero de 1999 y contenía los resultados de esta investigación. Bennet había tenido acceso libre e ilimitado a los archivos del Foreign Office, así como a los del Secret Intelligence Service (SIS), MI5, y MI6. También había visitado Moscú en el curso de su investigación, trabajando en los archivos del Comité Ejecutivo de la Internacional Comunista, el Comité Central del Partido Comunista de la Unión Soviética y el archivo de la Comintern del Partido Comunista de Gran Bretaña. Aunque no se pudieron publicar ciertos detalles a causa de las leyes de secretos oficiales británicas, el artículo de Bennett resultó definitivo en el caso de la "Carta Zinóviev". Su informe muestra que la carta contiene afirmaciones similares a las realizadas por Zinóviev a otros partidos comunistas y en otros tiempos al Partido Comunista de Gran Bretaña, pero en el momento de la carta, cuando las conversaciones para el tratado de comercio anglo-soviético tenían lugar y se preparaban las elecciones generales en el Reino Unido, Zinóviev y la Unión Soviética se mostraban más discretos con respecto a los británicos. A pesar de su exhaustiva investigación, concluyó que "es imposible decir quién escribió la Carta Zinóviev", a pesar de que su opinión es que fue encargada por los círculos de la inteligencia del movimiento de 'rusos blancos' a falsificadores de Berlín o de las repúblicas bálticas, probablemente, en Riga.
En 2006, Gill Bennett incorporó algunos de sus hallazgos a propósito de la Carta Zinóviev en el capítulo cuarto de su biografía del agente del SIS Desmond Morton.   Otro libro del 2006 sobre espionaje le atribuye la autoría a Vladímir Orlov (1882–1941), un antiguo agente de inteligencia del barón Wrangel durante la Guerra Civil Rusa.